# Léon IV de Mingrélie
Léon IV de Mingrélie (Levan IV Dadiani géorgien : ლევან IV დადიანი; mort en 1694) fut prince de Mingrélie de 1681 à 1691, quand il est contraint d'abdiquer et de se retirer à Constantinople, où il meurt. Il est le fils naturel de son prédécesseur  Léon III de Mingrélie né d'une servante, et le dernier membre de la lignée des  Dadiani à régner sur la Mingrélie une principauté de la Géorgie Occidentale. Ses successeurs de la maison de Tchikovani, assument ensuite le surnom prestigieux de « Dadiani » et continuent à régner sur la Mingrélie jusqu'en 1867.

## Règne
Après la mort de Léon III Dadiani et le meurtre de son héritier légitime, Mamouka ou Manuchar, par Georges IV de Gourie, Léon IV Dadiani, seul fils survivant de son père et homonyme, est intronisé comme prince de Mingrelie par son cousin Georges IV Lipartiani, de la maison de Tchikovani, dont l'influence et le prestige n'avaient fait que croître sous le règne précédent. Lipartiani devient de facto le souverain de la principauté, réduisant Léon IV à l'état de prince sans pouvoir. Après avoir éliminé l’opposition par des meurtres et des persécutions au nom de Léon IV et s'être enrichi par le commerce d'esclave, Lipartiani contraint Léon IV à abdiquer en 1691. Léon se réfugie d'abord dans le royaume de Karthli en Géorgie orientale puis se retire dans la capitale ottomane à Constantinople, où il meurt en 1694,.

## Union et postérité
Léon Dadiani avait épousé la princesse Tinatin (1678–1760), fille de du roi Bagrat V d'Iméréthie. Elle devient nonne en 1704 sous le nom de Nino et se retire dans l'Empire russe dans la suite du roi exilé Vakhtang VI de Karthli en 1724.
Léon avait un fils naturel, Giorgi Dadiani (1683 – 12 juin 1765), qui avait émigré en Russie dès  1700, où il fut connu sous le nom de prince Yegor Dadian et atteint le rang de major-général dans l'armée. Ses descendants s'établirent définitivement dans ce pays.